# Eisner Award

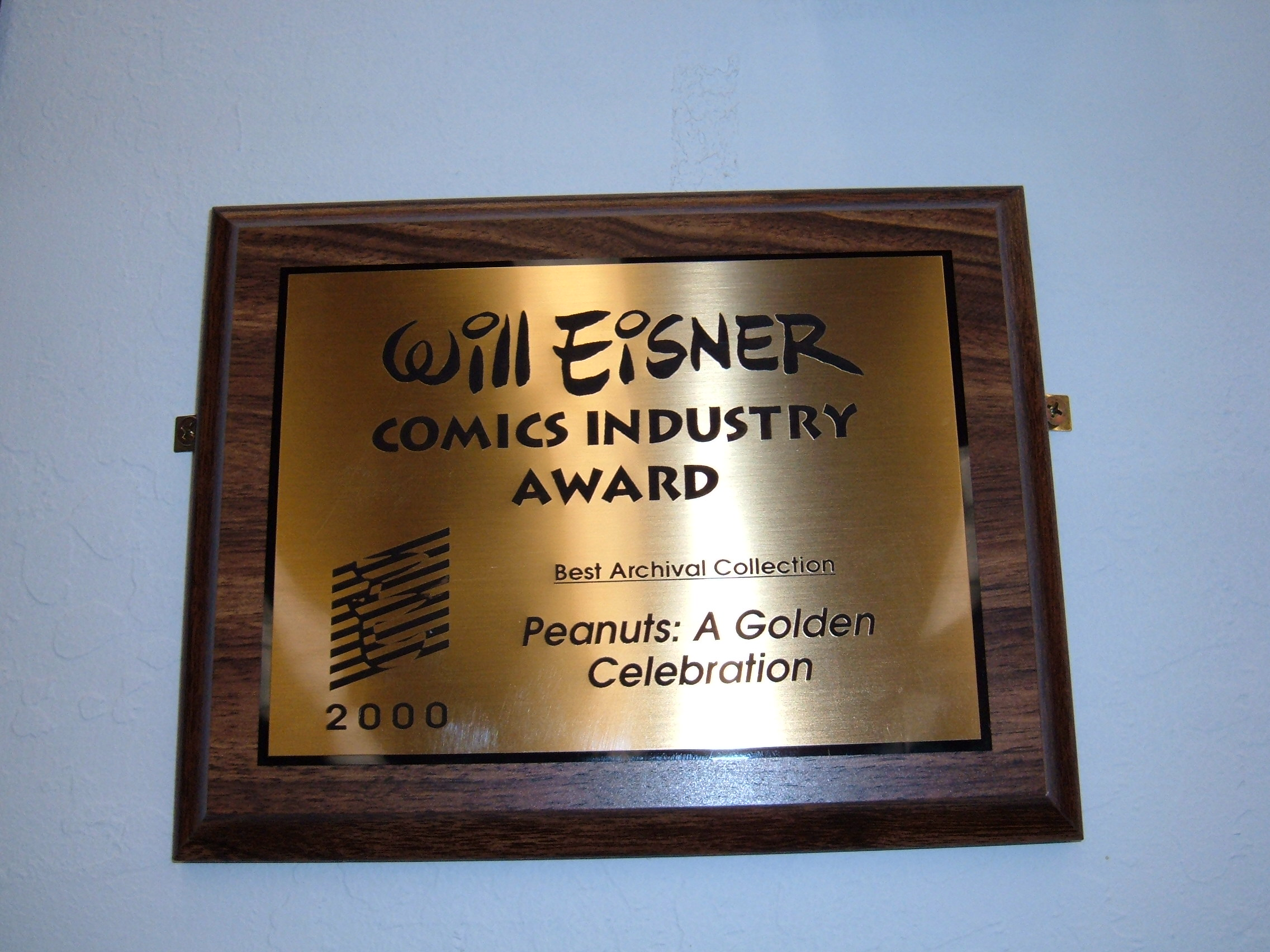
Prêmio Will Eisner para Peanuts: A Golden Celebration, em 2000

The Will Eisner Comic Industry Awards (comumente abreviado como Eisner Awards e ocasionalmente traduzidos em Língua portuguesa como Prémios Will Eisner ou Prémios Eisner) é um prêmio que distingue feitos nas Histórias em quadrinhos.

## História
Entre 1985 e 1987, a editora Fantagraphics Books promoveu o Kirby Awards, uma premiação dedicada à indústria dos quadrinhos e com os vencedores recebendo seus prêmios sempre com a presença do artista Jack Kirby. As edições do Kirby Awards eram organizadas por Dave Olbrich, um funcionário da editora. Em 1987, com a saída de Olbrich, a Fangraphics decidiu encerrar o Kirby Awards e instituiu o Harvey Awards, cujo nome é uma homenagem à Harvey Kurtzman.
Olbrich, por sua vez, fundou no mesmo ano o "Will Eisner Comic Industry Awards". Em 1988, a primeira edição do prêmio foi realizada, no mesmo modelo até hoje adotado: Um grupo de cinco membros reune-se, discute os trabalhos realizados no ano anterior, e estabelece as cinco indicações para cada uma das categorias, que são então votadas por determinado número de profissionais dos quadrinhos e os ganhadores são anunciados durante a edição daquele ano da Comic-Con International, uma convenção de quadrinhos realizada em San Diego, Califórnia. Por dois anos o próprio Olbrich organizou a premiação até que, ao ver-se incapaz de reunir os fundos necessários para realizar a edição de 1990 - que acabou não ocorrendo - ele decidiu transferir a responsabilidade para a própria Comic-Con, que desde 1990 emprega Jackie Estrada para organizá-lo. Por isso, a cerimônia do Eisner Award passou a ser realizada na San Diego Comic Con a partir de 1991.
Em 2006, foi anunciado que os arquivos dos Prêmios Eisner ["Eisner Awards", no original] seriam guardados na Biblioteca James Branch Cabell da Virginia Commonwealth University em Richmond, VA.

## Edições
| Edição | Data da cerimônia   | Referente ao ano |
| ------ | ------------------- | ---------------- |
| 1ª     |                     | 1987             |
| 2ª     |                     | 1988             |
| 3ª     |                     | 1989             |
| 4ª     |                     | 1991             |
| 5ª     |                     | 1992             |
| 6ª     |                     | 1993             |
| 7ª     |                     | 1994             |
| 8ª     |                     | 1995             |
| 9ª     |                     | 1996             |
| 10ª    |                     | 1997             |
| 11ª    |                     | 1998             |
| 12ª    |                     | 1999             |
| 13ª    |                     | 2000             |
| 14ª    |                     | 2001             |
| 15ª    | 2 de agosto de 2002 | 2002             |
| 16ª    | 18 de julho de 2003 | 2003             |
| 17ª    | 23 de julho de 2004 | 2004             |
| 18ª    | 18 de julho de 2005 | 2005             |
| 19ª    | 21 de julho de 2006 | 2006             |
| 20ª    |                     | 2007             |
| 21ª    | 25 de julho de 2008 | 2008             |
| 22ª    | 24 de julho de 2009 | 2009             |
| 23ª    | 23 de julho de 2010 | 2010             |
| 24ª    | 22 de julho de 2011 | 2011             |
| 25ª    |                     | 2012             |
| 26ª    |                     | 2013             |
| 27ª    |                     | 2014             |
| 28ª    |                     | 2015             |
| 29ª    |                     | 2016             |

## Categorias
O Eisner Awards premia as seguintes categorias

### Atualmente
Em 2017, os prêmios foram divididos em 30 categorias para trabalhos publicados em 2016.
- Best Writer (1988–1989, 1991–presente)
- Best Writer/Artist (1988–1989, 1991–presente)
- Best Penciller/Inker or Penciler/Inker Team (1988–1989, 1991–presente)
- Best New Series (1988–1989, 1991–presente)
- Best Continuing Series (1988–presente)
- Best Colorist/Coloring (1992–presente)
- Best Letterer/Lettering (1993–presente)
- Best Cover Artist (1992–presente)
- Best Limited Series or Story Arc (2010–presente)
- Best Single Issue (or One-Shot) (2010–presente)
- Best Short Story (1993–presente)
- Best Anthology (1992–presente)
- Best Digital Comic (2005–presente)[15]
- Best Webcomic (2009, 2017–presente)[16]
- Best Painter/Multimedia Artist (Interior) (2000-presente)
- Eisner Award for Best Publication for Early Readers (2012–presente)
- Best Publication for Kids (idades entre 9–12) (2012–presente)
- Best Publication for Teens (idades entre 12–17) (2008–presente)
- Best Graphic Album: New (1991–presente)
- Best Graphic Album: Reprint (1991–presente)
- Best Humor Publication (1992–presente)
- Best Educational/Academic Work (2012–presente)
- Best Reality-Based Work (2007–presente)
- Best Publication Design (1993–presente)
- Best Comics-Related Book (1992–presente)
- Best Archival Collection/Project—HQ's com pelo menos 20 anos (2006–presente)
- Best Archival Collection/Project—Tiras com pelo menos 20 anos (2010–presente)
- Best U.S. Edition of International Material (1998–presente)
- Best U.S. Edition of International Material – Asia (2010–presente)
- Best Comics-Related Periodical/Journalism (2008–presente)
- The Will Eisner Award Hall of Fame (1987–1989, 1991–presente)

### Prêmios passados
- Best Graphic Album (1988–1989)
- Best Art Team (1988–1989)
- Best Black-and-White Series (1988–1989, 1991)
- Best Single Issue/Single Story (1988–1989, 1991–2008)
- Best Finite Series/Limited Series (1988–1989, 1991–2009)
- Best Comic Strip Collection (1992–1993)
- Best Editor (1992–1997)
- Best Comics-Related Product/Item (1992, 1994–2002)
- Best Comics-Related Periodical/Publication (1992–2000, 2002–2007)
- Best Archival Collection/Project (1993–2005)
- Best Serialized Story (1993–2006)
- Best Painter (1993–1999)
- Talent Deserving of Wider Recognition (1995–2006)[17]
- Best Writer/Artist: Humor (1995–2008)
- Best Title for Younger Readers/Best Comics Publication for a Younger Audience (1996–2007)
- Best Writer/Artist: Drama (1997–2008)
- Best Comics-Related Sculpted Figures (1999)
- Best Comics-Related Publication (Periodical or Book) (2003)
- Best Archival Collection/Project – Comic Strips (2006–2009)
- Best U.S. Edition of International Material – Japan (2007–2009)
- Special Recognition (2007–2008)[17]
- Best Publication for Kids (2008–2011)
- Best Writer/Artist–Nonfiction (2010)
- Best Adaptation from Another Work (2010–2016)